# Републикански път III-405
Републикански път IIІ-405 е третокласен път, част от републиканската пътна мрежа на България, преминаващ по територията на области Габрово и Велико Търново. Дължината му е 78,8 км.
Пътят се отклонява наляво при 98,6 км на Републикански път I-4 и се насочва на север пре западната част на Търновските височини. Преминава през село Добромирка и навлиза във Великотърновска област. Там преминава през село Вишовград и слиза в долината на река Росица. Пресича реката и продължава на север през Средната Дунавска равнина, като последователно преминава през градовете Бяла черква и Павликени и селата Батак и Караисен. При село Горна Студена пресича Републикански път I-3 при неговия 25,8 км, завива на североизток и през село Александрово достига до село Алеково, от където отново се насочва на север. Минава през селата Козловец и Царевец и достига до центъра на град Свищов, където се съединява с Републикански път II-52 при неговия 61,8 км.
| Пътища, отклоняващи се надясно (населено място, № на пътя, посока на пътя) | Км   | Пътища, отклоняващи се наляво (посока на пътя, № на пътя, населено място)     |
| -------------------------------------------------------------------------- | ---- | ----------------------------------------------------------------------------- |
| Община Севлиево, Област Габрово, I-4, 98,6 км ←                            | 0,0  | ← 98,6 км, I-4, Област Габрово, Община Севлиево                               |
| с. Добромирка                                                              | 3,8  | → с. Добромирка, общински път (за с. Младен)                                  |
| Община Павликени, Област Велико Търново                                    | 7,4  | ← 44,6 км, III-3011 (от гр. Летница), Област Велико Търново, Община Павликени |
| (за с. Емен) общински път, с. Вишовград ←                                  | 13,4 | с. Вишовград                                                                  |
| гр. Бяла черква                                                            | 20,5 | → гр. Бяла черква, общински път (за с. Росица)                                |
| (до 80,6 км на III-609) III-303, 34 км ←                                   | 22,4 |                                                                               |
| гр. Павликени                                                              | 23,4 | ← гр. Павликени, 33 км, III-303 (от с. Българене)                             |
| (до 1,8 км на III-504) III-3031, 0,9 км, гр. Павликени ←                   | 24,2 | ← гр. Павликени, 0,9 км, III-3031 (от гр. Павликени)                          |
| (за с. Дъскот) общински път, гр. Павликени ←                               | 24,6 | гр. Павликени                                                                 |
| (от гр. Полски Тръмбеш) III-502, 29,1 км →                                 | 29,8 |                                                                               |
| с. Батак                                                                   | 38,2 | → с. Батак, общински път (за с. Сломер)                                       |
| с. Караисен                                                                | 41,8 | → с. Караисен, общински път (за с. Сломер)                                    |
| Община Свищов                                                              | 45,6 | Община Свищов                                                                 |
| (от 59 км на I-5) I-3, 25,8 км →                                           | 46,8 | → 25,8 км, I-3 (до гр. Ботевград)                                             |
| с. Горна Студена                                                           | 47,8 | с. Горна Студена                                                              |
| с. Александрово                                                            | 52,4 | с. Александрово                                                               |
| (от с. Самоводене) III-504, 45,5 км, с. Алеково →                          | 55,2 | с. Алеково                                                                    |
| с. Козловец                                                                | 62,8 | с. Козловец                                                                   |
| (от с. Моравица) III-407, 100,3 км →                                       | 71,0 |                                                                               |
| с. Царевец                                                                 | 72,6 | ← с. Царевец, 30,2 км, III-302 (от 38,6 км на I-3)                            |
| (от 11,2 км на I-5) II-52, 61.8 км, гр. Свищов →                           | 78,8 | → гр. Свищов, 61.8 км, II-52 (до гр. Никопол)                                 |

Забележка
1. ↑  На протежение от 1 км (от км 22,4 до км 23,4) Републикански път IIІ-405 се дублира с Републикански път III-303 (от км 34 до км 33,0)